# Isuzu Axiom
Isuzu Axiom — среднеразмерный рамный внедорожник компании Isuzu.

## Концепты
Первый концепт автомобиля был представлен на 32-м Токийском автосалоне в 1997 году как Zaccar. Это был трёхдверный концепт, передняя часть которого послужила прототипом для дальнейшего развития.
На 33-м Токийском автосалоне в 1999 году был представлен пятидверный концепт ZXS, который по всем характеристикам и внешнему виду приближен к промышленному образцу.
На основе уже промышленного образца в 2002-м году на Североамериканском международном автосалоне в Детройте были показаны концепты двухдверного родстера Axiom XSR, пикапа Axiom XST и прокачанного до 275 л. с. Axiom XSF.

## Основные сведения
Собирался на заводе в Индиане и был основан на платформе Isuzu Rodeo. Автомобиль получил интеллектуальную систему управления подвеской с двурежимными амортизаторами. В июле 2004 года завод, принадлежавший на долях Subaru и Isuzu, перешёл полностью под контроль Subaru и производство Axiom было прекращено.